# Yi Li Keng
Yi Li Keng (kinesiska: 耿以礼 Gěng Yi-Li), född 1897 i Nanjing, död 1975, var en kinesisk botaniker specialiserad på gräs (Poaceae), särskilt tribusen Triticeae. Han arbetade ofta med sin son Pai Chieh Keng (1917–1997), som även han var botaniker.
Auktorsnamnet Keng kan användas för Yi Li Keng i samband med ett vetenskapligt namn inom botaniken; se Wikipediaartiklar som länkar till auktorsnamnet.

## Publikationer (i urval)
- Keng, Y. L. (1931). ”New grasses from China”. Journal of the Washington Academy of Sciences 21 (8):  sid. 155–160.
- Keng, Y. L. (1931). ”The Genus Chikusichloa of Japan and China”. Journal of the Washington Academy of Sciences 21 (21):  sid. 526–530.
- Keng, Y. L. (1940). ”Oxytenanthera felix, a new species of bamboo from Yunan, China”. Journal of the Washington Academy of Sciences 30 (10):  sid. 425–426. https://www.biodiversitylibrary.org/item/122707#page/475/mode/1up.
- Keng, Y. L. (1940). ”New species and new names of grasses from Lower Yangtze Valley”. Sinensia (Nanking) 11 (5–6):  sid. 407–414.
- Keng, Yi-li; Keng, Kwan-hou (1945). ”Kokonoria, a new genus of Plantaginaceae from Tsinghai Province, China”. Journal of the Washington Academy of Sciences 35 (12):  sid. 374–378.[3]
- Keng, Yi-Li Keng (1946). ”New bamboos from Szechwan Province, China”. Journal of the Washington Academy of Sciences 36 (3):  sid. 76–86. https://www.biodiversitylibrary.org/item/122704#page/92/mode/1up.
- Keng, Y. L. (1958). ”Two new genera of grasses from China”. Journal of the Washington Academy of Sciences 48 (4):  sid. 115–118.
- Keng, Yi-Li (1965). ”A New Combination of the Chinese Species in the Genus Duthiea Hackel (Gramineae)”. Journal of Systematics and Evolution 10 (2):  sid. 182. http://www.jse.ac.cn/EN/Y1965/V10/I2/182.